# Campeonato femenino sub-17 de la CAF de 2008
El Campeonato femenino sub-17 de la CAF de 2008 fue el I torneo que decide qué naciones africanas representarán a ese continente en la Copa Mundial Femenina de Fútbol Sub-17 de la FIFA que se realizó en Nueva Zelanda.

## Eliminatorias
12 equipos fueron elegidos para participar en la ronda eliminatoria, 4 decidieron no participar.

| Fecha                   | Lugar   |                                 |  | Resultado        |  |          |
| ----------------------- | ------- | ------------------------------- |  | ---------------- |  | -------- |
|                         |         | Liberia                         |  | Benín no jugó    |  | Benín    |
| 19 de noviembre de 2007 | Abuya   | Guinea                          |  | 0:5              |  | Nigeria  |
| 5 de enero de 2008      | Conakri | Nigeria                         |  | 7:0              |  | Guinea   |
|                         |         | Camerún                         |  | Namibia no jugó  |  | Namibia  |
|                         |         | Sudáfrica                       |  | Botsuana no jugó |  | Botsuana |
|                         |         | República Democrática del Congo |  | Zimbabue no jugó |  | Zimbabue |
| 3 de febrero de 2008    | Lusaka  | Zambia                          |  | 0:2              |  | Ghana    |
| 17 de febrero de 2008   | Acra    | Ghana                           |  | 4:0              |  | Zambia   |

## Participantes
Participaron seis selecciones nacionales de fútbol afiliadas a la Confederación Africana de Fútbol:
| Liberia   | Nigeria                         | Camerún |
| Sudáfrica | República Democrática del Congo | Ghana   |

## Resultados[1]

### Primera fase
| Fecha              | Lugar      |                                 |  | Resultado       |  |                                 |
| ------------------ | ---------- | ------------------------------- |  | --------------- |  | ------------------------------- |
|                    |            | Liberia                         |  | Liberia no jugó |  | Nigeria                         |
| 3 de mayo de 2008  | Yaundé     | Camerún                         |  | 2:0             |  | Sudáfrica                       |
| 17 de mayo de 2008 | Pretoria   | Sudáfrica                       |  | 0:1             |  | Camerún                         |
| 5 de mayo de 2008  | Acra       | Ghana                           |  | 8:0             |  | República Democrática del Congo |
| 19 de mayo de 2008 | Lubumbashi | República Democrática del Congo |  | 3:0             |  | Ghana                           |

### Fase Final
| Equipo  | Pts | PJ | PG | PE | PP | GF | GC |
| ------- | --- | -- | -- | -- | -- | -- | -- |
| Nigeria | 7   | 4  | 2  | 1  | 1  | 8  | 4  |
| Ghana   | 6   | 4  | 2  | 0  | 2  | 6  | 7  |
| Camerún | 4   | 4  | 1  | 1  | 2  | 4  | 7  |

| Fecha               | Lugar  |         |  | Resultado |  |         |
| ------------------- | ------ | ------- |  | --------- |  | ------- |
| 1 de junio de 2008  | Yaundé | Camerún |  | 1:1       |  | Nigeria |
| 6 de junio de 2008  | Abuya  | Nigeria |  | 4:2       |  | Ghana   |
| 14 de junio de 2008 | Acra   | Ghana   |  | 1:2       |  | Camerún |
| 22 de junio de 2008 | Abuya  | Nigeria |  | 3:0       |  | Camerún |
| 28 de junio de 2008 | Acra   | Ghana   |  | 1:0       |  | Nigeria |
| 5 de julio de 2008  | Yaundé | Camerún |  | 1:2       |  | Ghana   |

## Clasificados a laCopa Mundial Femenina de Fútbol Sub-17 de 2008
| Nigeria | Ghana |